# شناور قدرت
شناور تولید برق یا شناور قدرت (به انگلیسی: PowerBuoy) یک نیروگاه تولید برق از انرژی امواج است. این دستگاه یک شناور نقطه جذب است که در حال حاضر در ۹ نقطه جهان مورد استفاده یا در برنامه برای استفاده می‌باشد ولی ابتدا در استرالیا و ایالات متحده آمریکا مورد استفاده قرار گرفته‌است. این شناور می‌تواند ۱۵۰ کیلووات برق تولید کند.
این شناور، برق را با استفاده از توربین‌های آبی تولید می‌کند. این شناور از طریق یک کابل انتقال به یک شبکه الکتریکی متصل می‌شود یا می‌تواند به صورت خودگردان در دل آب عمل نماید. این شناور توسط کمپانی (OPT) در پنینگتن نیوجرسی تولید شده‌است. این پروژه در شهر ریداسپرت ایالت اورگن نصب شده‌است.

## نحوه تولید انرژی الکتریکی
فراز و نشیب امواج دور از ساحل علت حرکت آزادانه شدن شناور قدرت به بالا و پایین است. در نتیجه تحرک درایوهای مکانیکی، ژنراتور برق تولید می‌کند. نیروی تولید شده از امواج از طریق کابل‌های زیر آب، به ساحل منتقل می‌شود.
نیروگاه OPT از قرارگیری در دل آب‌ها و از امواج بسیار کوتاه آب بهره می‌برد. این بدان معناست که از ساحل به سختی قابل رویت می‌باشد. آنها همچنین ردی افقی کوچک داشته و با اصول مقیاس پذیری طراحی شده‌است که برای ایجاد مزارع موج (wave farm) ایدئال هستند.
نیروگاه OPT برای تغییرات شدید امواج طراحی شده‌است. سنسورهای این شناور به صورت مداوم زیر سیستم‌ها و محیط اقیانوس را زیر نظر دارد. اطلاعات در زمان واقعی به ساحل انتقال می‌یابد. در صورت بروز امواج خیلی بزرگ، سیستم به صورت خودکار بسته شده و فعالیت مولدهای برق را متوقف می‌کند. زمانی که ارتفاع امواج به حالت نرمال بازگردد، قفل سیستم باز شده و مجدداً شروع به تبدیل و انتقال انرژی الیکتریکی به ساحل می‌نماید.

## گسترش
- Autonomous Power Systems[۲]
- Utility Scale Power Systems[۳]
- Mark 3 PowerBuoy[۴]
- Mark 4 PowerBuoy - The PowerTower[۵]